# Euphorbia kouandenensis
Euphorbia kouandenensis là một loài thực vật có hoa trong họ Đại kích. Loài này được Beille ex A.Chev. mô tả khoa học đầu tiên năm 1914 publ. 1917.